# Richard Jungner
Johan Richard Jungner, född 8 mars 1858 i Åsle socken, död 19 augusti 1940 i Stockholm, var en svensk botaniker.
Richard Jungner var son till kyrkoherden Jonas Junger samt bror till Jonas och Waldemar Jungner. Han avlade mogenhetsexamen i Stockholm 1879 och blev 1883 filosofie kandidat vid Lunds universitet, 1890 filosofie licentiat vid Uppsala universitet och efter disputation samma år filosofie doktor. Jungner gjorde en botanisk forskningsfärd till tropiska Västafrika (Kamerun, Guldkusten, Senegambien) 1890–1892 och därutöver företog han flera botaniska resor i Europa och Afrika. Jungner var assistent i botanik vid Heidelbergs universitet 1895–1896 och avdelningsföreståndare vid den lantbruksbotaniska försöksstationen i Jersitz utanför Posen 1896–1907. 1907 återkom han till Sverige, där han efter extralärartjänst blev adjunkt i Karlstad 1908 och var lektor i biologi och kemi i Halmstad 1910–1923. Jungner studerade främst olika bladtyper samt bladets anatomi och biologi. Bland hans skrifter märks Klima und Blatt in der Regio alpina (I Flora 1894). Jungner var en god kännare av Myntasläktet.